# Margherita Guzzi Vincenti
Margherita Anastasia Guzzi Vincenti, född 12 september 1990 i Milano i Italien, är en amerikansk fäktare som tävlar i värja.

## Karriär
Vid panamerikanska mästerskapen 2022 i Asunción tog Guzzi Vincenti guld i lagtävlingen i värja tillsammans med Katharine Holmes, Hadley Husisian och Anna van Brummen. Vid panamerikanska mästerskapen 2024 i Lima tog hon guld individuellt i värja samt silver i lagtävlingen tillsammans med Katharine Holmes, Anne Cebula och Hadley Husisian. Vid olympiska sommarspelen 2024 i Paris blev Guzzi Vincenti utslagen i sextondelsfinalen i värja av ukrainska Vlada Charkova. Hon var även en del av USA:s lag tillsammans med Anne Cebula, Hadley Husisian och Katharine Holmes som slutade på sjunde plats i lagtävlingen i värja.